# Hrvatski Nogometni Klub Gorica 2023-2024
Questa voce raccoglie le informazioni riguardanti il Hrvatski Nogometni Klub Gorica nelle competizioni ufficiali della stagione 2023-2024.

## Stagione
In campionato il HNK Gorica centrò la salvezza con il settimo posto. In Coppa di Croazia raggiunse i quarti di finale dove fu eliminato dalla Dinamo Zagabria.

## Rosa
| N. |                               | Ruolo | Calciatore           |
| -- | ----------------------------- | ----- | -------------------- |
| 5  | Croazia (bandiera)            | D     | Mateo Leš            |
| 6  | Croazia (bandiera)            | C     | Marko Soldo          |
| 7  | Croazia (bandiera)            | A     | Ante Matej Jurić     |
| 8  | Rep. del Congo (bandiera)     | C     | Merveil Ndockyt      |
| 9  | Paesi Bassi (bandiera)        | A     | Sven Blummel         |
| 10 | Croazia (bandiera)            | C     | Jurica Pršir         |
| 11 | Croazia (bandiera)            | A     | Lenny Ilečić         |
| 12 | Croazia (bandiera)            | P     | Jan Paolo Debijađi   |
| 13 | Danimarca (bandiera)          | D     | Alexander Munksgaard |
| 14 | Croazia (bandiera)            | C     | Josip Mitrović       |
| 15 | Croazia (bandiera)            | C     | Filip Mrzljak        |
| 16 | Macedonia del Nord (bandiera) | C     | Andrej Lazarov       |
| 20 | Croazia (bandiera)            | A     | Luka Vrzić           |

| N. |                       | Ruolo | Calciatore            |
| -- | --------------------- | ----- | --------------------- |
| 22 | Croazia (bandiera)    | D     | Mario Maloča          |
| 23 | Croazia (bandiera)    | C     | Luka Kapulica         |
| 25 | Croazia (bandiera)    | D     | Krešimir Krizmanić    |
| 30 | Croazia (bandiera)    | C     | Luka Brlek            |
| 31 | Croazia (bandiera)    | P     | Ivan Banić            |
| 34 | Croazia (bandiera)    | D     | Mario Matković        |
| 41 | Croazia (bandiera)    | A     | Gabriel Rukavina      |
| 44 | Croazia (bandiera)    | P     | Božidar Radošević     |
| 46 | Montenegro (bandiera) | A     | Nikola Vujnović       |
| 77 | Croazia (bandiera)    | C     | Valentino Majstorović |
| 89 | Slovenia (bandiera)   | A     | Tim Matavž            |
| 90 | Croazia (bandiera)    | D     | Dino Štiglec          |

## Risultati

### HNL
| Arbitro: | Duje Strukan |

|              |           |            |
| Vujnović 28’ | Marcatori | 80’ Brodić |

| Arbitro: | Dario Bel |

|               |           |  |
| Blummel 90+1’ | Marcatori |  |

| Zagabria 5 agosto 2023, ore 21:00 CEST (UTC+2) 3ª giornata | Dinamo Zagabria | 0 – 0 referto | HNK Gorica | Stadion Maksimir (3 005 spett.)\| Arbitro: \| Patrik Kolarić \| |
| Arbitro:                                                   | Patrik Kolarić  |               |            |                                                                 |

| Arbitro: | Ante Čulina |

|            |           |  |
| Caktaš 30’ | Marcatori |  |

| Arbitro: | Goran Pečarić |

|                    |           |                    |
| Ndockyt 45+3’, 51’ | Marcatori | 50’ Hoxha 54’ Mioč |

| Arbitro: | Mateo Erceg |

|  |           |                           |
|  | Marcatori | 17’ Majstorović 24’ Soldo |

| Arbitro: | Dario Bel |

|                         |           |             |
| Štiglec 87’ Jurić 90+2’ | Marcatori | 62’ Šarlija |

| Arbitro: | Fran Jović |

|  |           |                    |
|  | Marcatori | 36’ V. Majstorović |

| Arbitro: | Duje Strukan |

|                       |           |  |
| Postonjski 26’ (rig.) | Marcatori |  |

| Arbitro: | Mateo Erceg |

|          |           |            |
| Tuci 52’ | Marcatori | 77’ Matavž |

| Arbitro: | Patrik Kolarić |

|                        |           |           |
| Vujnović 70’ Jurić 90’ | Marcatori | 63’ Ademi |

| Arbitro: | Duje Strukan |

|            |           |  |
| Pašalić 7’ | Marcatori |  |

| Arbitro: | Duje Strukan |

|                                   |           |  |
| Štiglec 45+2’ Soldo 83’ Pršir 87’ | Marcatori |  |

| Koprivnica 10 novembre 2023, ore 18:00 CET (UTC+1) 15ª giornata | Slaven Belupo | 0 – 0 referto | HNK Gorica | Gradski stadion (642 spett.)\| Arbitro: \| Dario Kulušić \| |
| Arbitro:                                                        | Dario Kulušić |               |            |                                                             |

| Arbitro: | Mateo Erceg |

|                                 |           |  |
| Vujnović 16’ Blummel 36’, 45+3’ | Marcatori |  |

| Arbitro: | Patrik Kolarić |

|                                 |           |  |
| Dajaku 20’ Žaper 64’ Sahiti 69’ | Marcatori |  |

| Velika Gorica 9 dicembre 2023, ore 14:50 CET (UTC+1) 18ª giornata | HNK Gorica  | 0 – 0 referto | Istria 1961 | Stadion Radnik (438 spett.)\| Arbitro: \| Mateo Erceg \| |
| Arbitro:                                                          | Mateo Erceg |               |             |                                                          |

| Arbitro: | Zdenko Lovrić |

|            |           |                                        |
| Matavž 80’ | Marcatori | 59’ Šego 72’ (rig.) Drožđek 73’ Brodić |

| Arbitro: | Mateo Erceg |

|                                   |           |                                   |
| J. Mitrović 3’ Smolčić 26’ (aut.) | Marcatori | 35’ (rig.), 53’ Pjaca 89’ Galešić |

| Arbitro: | Ante Terzić |

|            |           |                              |
| Matavž 19’ | Marcatori | 15’ Mudražija 51’ (rig.) Čop |

| Arbitro: | Patrik Kolarić |

|                         |           |  |
| Baturina 33’ Špikić 73’ | Marcatori |  |

| Arbitro: | Duje Strukan |

|  |           |                                |
|  | Marcatori | 66’ (rig.), 75’ (rig.) Obregón |

| Arbitro: | Fran Jović |

|                                 |           |  |
| Miérez 50’ Pušić 63’ Almási 72’ | Marcatori |  |

| Arbitro: | Ante Terzić |

|            |           |  |
| Matavž 59’ | Marcatori |  |

| Arbitro: | Jakov Titlić |

|                               |           |            |
| Ćorić 26’ (rig.) Mašala 90+3’ | Marcatori | 39’ Matavž |

| Arbitro: | Dario Bel |

|  |           |                                     |
|  | Marcatori | 22’ Livaja 31’ Benrahou 41’ Pukštas |

| Pola 17 marzo 2024, ore 15:00 CET (UTC+1) 27ª giornata | Istria 1961 | 0 – 0 referto | HNK Gorica | Stadio Aldo Drosina (1 283 spett.)\| Arbitro: \| Ante Terzić \| |
| Arbitro:                                               | Ante Terzić |               |            |                                                                 |

| Arbitro: | Dario Bel |

|                        |           |                                               |
| Belcar 42’ Drožđek 90’ | Marcatori | 25’ Rukavina 27’ Mitrović 78’ Pršir 80’ Jurić |

| Arbitro: | Duje Strukan |

|                |           |              |
| Leš 29’ (aut.) | Marcatori | 73’ Mitrović |

| Arbitro: | Patrik Kolarić |

|  |           |                         |
|  | Marcatori | 13’ Kulenović 88’ Bulat |

| Arbitro: | Mateo Erceg |

|                              |           |  |
| Pjaca 68’ Marić 80’ Goda 89’ | Marcatori |  |

| Arbitro: | Fran Jović |

|  |           |                        |
|  | Marcatori | 45+1’, 52’, 80’ Miérez |

| Arbitro: | Zdenko Lovrić |

|                                            |           |              |
| Mioč 44’, 80’ (rig.) Božić 69’ Marić 90+4’ | Marcatori | 41’ Vujnović |

| Arbitro: | Ivana Martinčić |

|                        |           |              |
| Jurić 60’ Mitrović 69’ | Marcatori | 14’ Latković |

| Arbitro: | Tihomir Pejin |

|                                   |           |              |
| Trajkovski 30’ Štiglec 64’ (aut.) | Marcatori | 23’ Rukavina |

| Arbitro: | Mateo Erceg |

|                       |           |  |
| Pršir 75’ Soldo 90+5’ | Marcatori |  |

### Coppa di Croazia
| Arbitro: | Dario Kulušić |

|  |           |                           |
|  | Marcatori | 11’ Matković 85’ Vujnović |

| Arbitro: | Fran Jović |

|                                                       |           |  |
| Kovač 51’ (aut.) Krizmanić 56’ Mitrović 66’ Jurić 88’ | Marcatori |  |

| Arbitro: | Zdenko Lovrić |

|                                                         |           |  |
| Vidović 9’ Brodić 26’ Kulenović 56’ (rig.) Vrbančić 83’ | Marcatori |  |